# Charles Devens

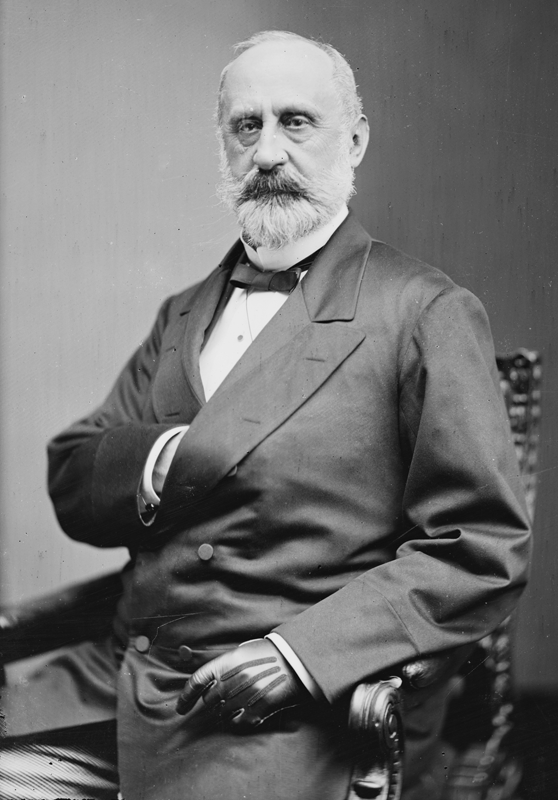
Charles Devens

Charles Devens (* 4. April 1820 in Charlestown, Massachusetts; † 7. Januar 1891 in Boston, Massachusetts) war ein US-amerikanischer Jurist, Generalmajor der Nordstaaten und Politiker, der dem Kabinett von US-Präsident Rutherford B. Hayes als Justizminister angehörte.

## Studium und berufliche Laufbahn
Devens absolvierte ein allgemein bildendes Studium am Harvard College, das er 1838 mit einem Bachelor of Arts (B.A.) beendete. Anschließend studierte er die Rechtswissenschaften an der Harvard Law School, wo er 1840 mit einem Bachelor of Laws (LL.B.) abschloss. Nach der Zulassung zum Rechtsanwalt war er von 1841 bis 1849 als Anwalt im Franklin County tätig.
Er wurde 1849 von Präsident Zachary Taylor zum US Marshal für Massachusetts berufen und übte dieses Amt bis 1853 aus. Während dieser Zeit musste er 1851 den entflohenen Sklaven Thomas Sims zurück zu seinem „Besitzer“ bringen. Dieser und andere Fälle führten zu Protesten unter Sklavereigegnern gegen das 1850 verabschiedete Fugitive Slave Law.
Von 1853 bis 1861 war er wiederum als Anwalt in Worcester sowie von 1856 bis 1858 als Staatsanwalt von Worcester tätig. Nach dem Ende des Sezessionskrieges nahm er seine Tätigkeit als Rechtsanwalt wieder auf.

## Militärische Laufbahn und General im Sezessionskrieg

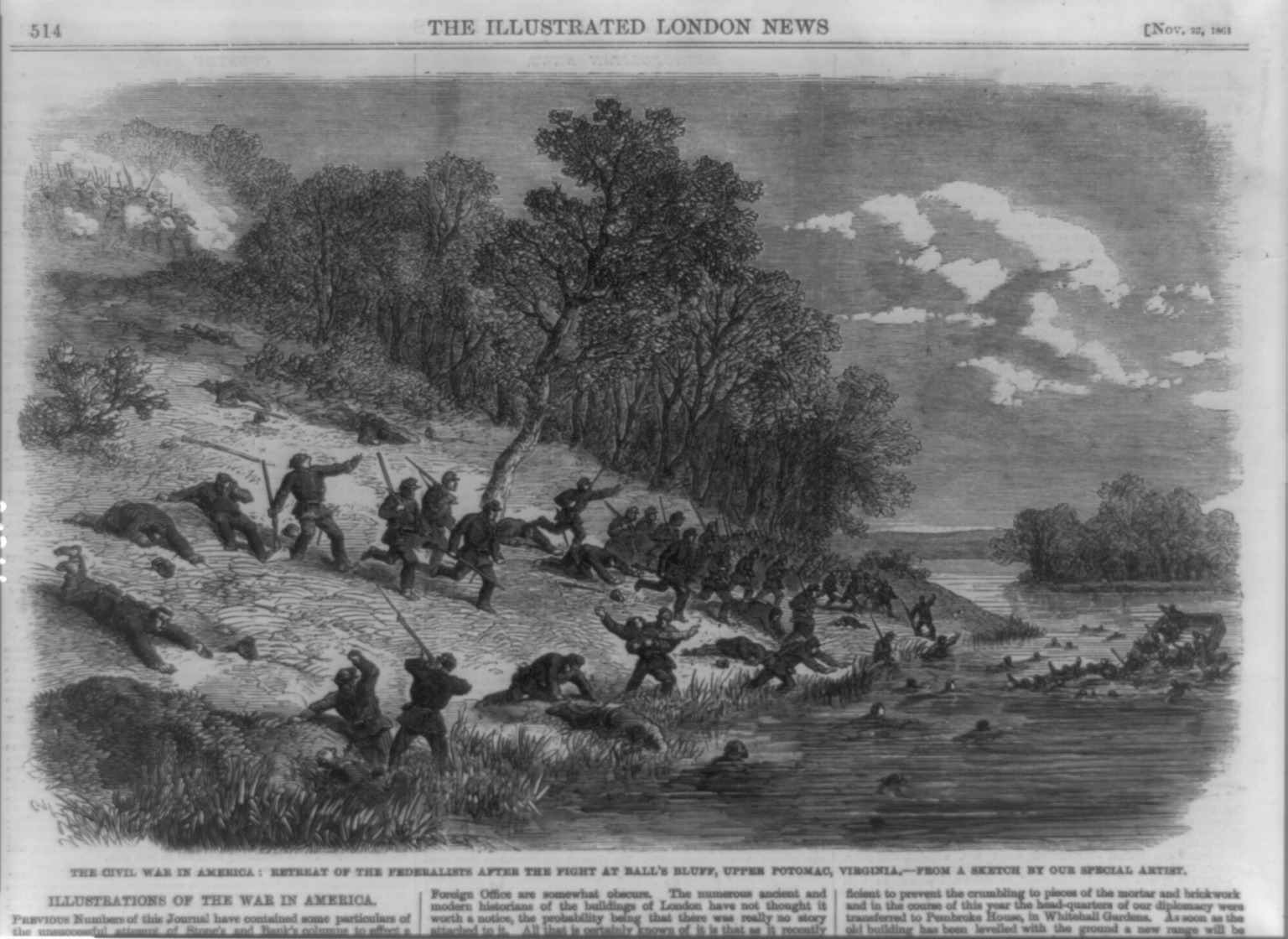
Flucht der Unionssoldaten durch den Potomac während der Schlacht Balls Bluff

Nach dem Ausbruch des Sezessionskrieges am 12. April 1861 wurde er zunächst Major im 3. Bataillon der Massachusetts Rifles. Bereits drei Monate darauf wurde er Colonel des 15. Infanterieregiments von Massachusetts. Als solcher wurde er am 12. Oktober 1861 beim Gefecht bei Balls Bluff verwundet.
Im April 1862 folgte seine Beförderung zum Brigadegeneral sowie zum Kommandeur der 1. Freiwilligen Brigade des IV. Korps. In dieser Funktion wurde er in der Schlacht von Seven Pines am 31. Mai 1862 erneut verwundet. Nach dem Maryland-Feldzug wurde seine Brigade dem VI. Korps der Unionsarmee von Generalmajor William Farrar Smith unterstellt. Als Kommandeur der 2. Brigade dieses Korps nahm er im Dezember an der Schlacht von Fredericksburg teil. Im Anschluss daran wurde ihm das Kommando über eine Division des XI. Korps unter Generalmajor Oliver Otis Howard übertragen. In der Schlacht bei Chancellorsville im Mai 1863 wurde er erneut verwundet.

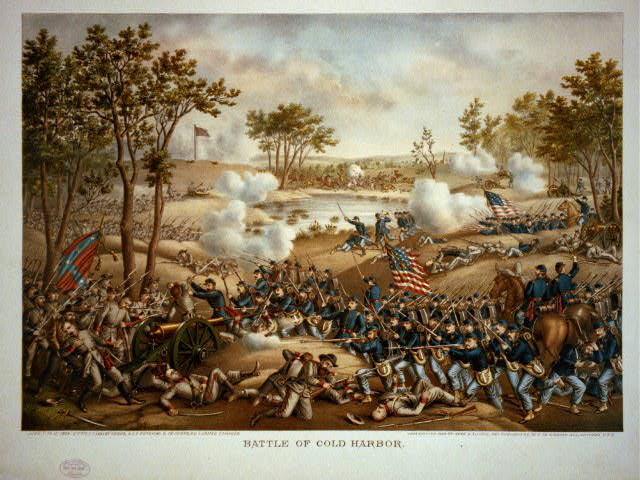
Schlacht von Cold Harbor (Gemälde von 1888)

In der im Mai 1864 ausgetragenen Schlacht von Cold Harbor zeichnete er sich durch seine Tapferkeit aus und nahm als Kommandeur der 3. Division des XVIII. Korps unter Generalmajor Edward Otho Cresap Ord an dem Überlandfeldzug von Generalleutnant Ulysses S. Grant teil. Während der Belagerung von Petersburg von Juni 1864 bis 1865 war er Kommandeur der 3. Division des XXIV. Korps.
Nach dem Fall von Richmond im April 1865 nahmen seine Truppen als erste die von den Einheiten von General Robert E. Lee verlassene Stadt ein. Nach dem Ende des Krieges wurde ihm der Brevet-Rang eines Generalmajors verliehen. Als solcher verblieb er noch ein Jahr als Kommandeur des Militärbezirks von Charleston im Militärdienst.
Von 1873 bis 1875 war Devens als Nachfolger von Ambrose Burnside fünfter Oberkommandierender der Grand Army of the Republic, einer Veteranenvereinigung der Nordstaatenarmee.

## Politische Laufbahn und Justizminister unter Präsident Hayes
Devens begann seine politische Laufbahn 1848 als Whig mit der Wahl zum Mitglied des Senats von Massachusetts, dem er bis 1849 angehörte. Später schloss er sich der Republikanischen Partei an.
1867 wurde er Richter am Obergericht (Superior Court) von Massachusetts. Anschließend war er von 1873 bis 1877 erstmals Richter am Obersten Gericht (Supreme Judicial Court) von Massachusetts.
Am 12. März 1877 berief ihn US-Präsident Rutherford B. Hayes als Justizminister (Attorney General) in sein Kabinett. Dieses Amt übte er bis zum Ende der Präsidentschaft von Hayes am 4. März 1881 aus. Nach seinem Ausscheiden aus dem Justizministerium bekleidete er erneut das Amt eines Richters am Supreme Judicial Court von Massachusetts von 1881 bis zu seinem Tod am 7. Januar 1891.
1876 wurden ihm die Ehrentitel eines LL.D. der Columbia University sowie 1877 der Harvard University verliehen.